# Vireo altiloquus
Vireo altiloquus е вид птица от семейство Vireonidae.

## Разпространение
Видът е разпространен в Антигуа и Барбуда, Аруба, Американските Вирджински острови, Бахамските острови, Барбадос, Белиз, Бонер, Синт Еустациус, Саба, Бразилия, Британските Вирджински острови, Венецуела, Гренада, Гваделупа, Гвиана, Доминика, Доминиканската република, Кайманови острови, Колумбия, Коста Рика, Куба, Мартиника, Мексико, Монсерат, Малки далечни острови на САЩ, Панама, Перу, Пуерто Рико, Сейнт Китс и Невис, Сейнт Лусия, Сен Мартен, Сейнт Винсент и Гренадини, Суринам, САЩ, Тринидад и Тобаго, Търкс и Кайкос, Френска Гвиана, Хаити и Ямайка.